# Такэока, Такэси
Такэси Такэока (яп. 武岡毅, род. 5 июня 1999) — японский дзюдоист, чемпион мира 2025 года, серебряный призёр чемпионата мира 2024 года.

## Карьера
В 2019 году стал серебряный призёром в весовой категории до 66 кг мирового первенства среди юниоров, которое состоялось в Марокко.
На предолимпийском чемпионате мира 2024 года, который проходил в Абу-Даби завоевал серебряную медаль, уступив в поединке за титул соотечественнику Рёме Танаке. В этом же году дважды становился победителем турниров серии Большого шлема в Париже и Токио. В 2025 году выиграл турнир Большого шлема в Баку.
В июне 2025 года на чемпионате мира в Будапеште в весовой категории до 66 кг завоевал золотую медаль. В схватке за титул одолел соперника из Таджикистана Эмомали Нурали.